# M'bahiakro
M'Bahiakro este o comună din regiunea Iffou, Coasta de Fildeș.